# Scott & Bailey (seizoen 2)
Dit artikel vat het tweede seizoen van Scott & Bailey samen.

## Rolverdeling

### Hoofdrollen
| Acteur            | Personage                        |
| ----------------- | -------------------------------- |
| Suranne Jones     | rechercheur Rachel Bailey        |
| Lesley Sharp      | rechercheur Janet Scott          |
| Amelia Bullmore   | hoofdinspecteur Gill Murray      |
| David Prosho      | rechercheur Ian "Mitch" Mitchell |
| Tony Mooney       | rechercheur Pete Readyough       |
| Delroy Brown      | rechercheur Lee Broadhurst       |
| Ben Batt          | rechercheur Kevin Lumb           |
| Nicholas Gleaves  | brigadier Andy Roper             |
| Sean Maguire      | politieagent Sean McCartney      |
| Olivia Rose Smith | Elise Scott                      |
| Tony Pitts        | Adrian Scott                     |
| Liam Boyle        | Dominic Bailey                   |
| Sally Lindsay     | Alison Bailey                    |
| Pippa Haywood     | Superintendent Julie Dodson      |
| Judith Barker     | Dorothy Parsons                  |

## Afleveringen
| Nr. | Aflevering | Titel             | Regisseur       | Schrijver        | Selectie gastrollen | Originele uitzenddatum |  |
| --- | ---------- | ----------------- | --------------- | ---------------- | --- | ---------------------- |  |
| 7 | 1          | Loyalty           | China Moo-Young | Sally Wainwright | James Foster - Patrick Rigby Leyland O'Brien - barkeeper Lisa Riley - Nadia Hicks                                               | 12 maart 2012          |  |
| Wanneer het verbrande lichaam van Darren Rigby wordt gevonden gaat het rechercheteam op onderzoek uit. Het lichaam van Darren werd gevonden in zijn huis door zijn broer waar hij al maanden heeft gelegen. De rechercheurs lopen de laatste dagen na van Darren en ontdekken dat hij contact heeft gehad met Nadia Hicks, een prostituee en drugsdealer. Dan ontdekken de rechercheurs het dood lichaam van Keith Flemming, de bewijzen vertelt hen dat hij voor zijn dood gemarteld werd zoals ook bij Darren is gebeurd. Als zij hierop Nadia arresteren voor de moorden vindt er nog een gelijke moord plaats. Hierdoor beseffen de rechercheurs al snel dat er meerdere mensen achter de moorden zit dan alleen Nadia. Ondertussen ondervindt rechercheur Scott problemen in haar huwelijk met haar man Ade, het loopt zo hoog op dat zij besluit Ade het huis uit te zetten. Rechercheur Bailey komt Sean McCartney, een oude schoolvriend, tegen die tegenwoordig bij de politie werkt. Tevens laat zij haar broer Dominic bij haar wonen, hij was dakloos nadat hij werd vrijgelaten uit de gevangenis. |            |                   |                 |                  | |                        |  |
| 8 | 2          | Secrets           | China Moo-Young | Sally Wainwright | Lisa Riley - Nadia Hicks Sian Breckin - Nikki Madden                                                                            | 19 maart 2012          |  |
| Het rechercheteam is nog steeds met het onderzoek bezig naar de gruwelijk moorden op Darren Rigby en Keith Flemming, terwijl hun enige verdachte Nadia Hicks gevangen zit. Wanneer er een dood lichaam wordt gevonden bij een telefooncel ontdekken de rechercheurs al snel dat het lichaam een broer was van Nadia, dit gebruiken zij nu tegen Nadia om haar stilzwijgen te doorbreken. Door het doorbreken van haar stilzwijgen horen zij van Nadia de gruwelijkheden die gebruikt zijn voor de moorden. hoofdinspecteur Murray wordt gedwongen, door het ontbreken van harde bewijzen tegen de hoofdverdachte, om de vier verdachten tegelijk aan te klagen voor de moorden. Ondertussen ontstaat er een romantische klik tussen rechercheur Bailey en McCartney, in haar achterhoofd beseft dat zij hier waarschijnlijk spijt van gaat krijgen. Rechercheur Scott pakt de relatie met superintendent Andy Roper, tijdens haar huwelijk met Ade had zij al een affaire met hem. Zij besluit om hem nog niet te inlichten over het vertrek van haar man, dit om hem geen valse hoop te geven. Op een feestje vertelt echter de dochter van rechercheur Scott tegen Roper dat Ade het huis heeft verlaten, hij is verrast dit te horen en vraagt zich af waarom Scott hem niets heeft vertelt.                  |            |                   |                 |                  | |                        |  |
| 9 | 3          | Pipe Dreams       | China Moo-Young | Sally Wainwright | Oliver Milburn - Jeremy Leach Ian Bonar - Ed Bennett Adrian Dunbar - Rick Wallis Finlay Robertson - Alastair Jackson            | 26 maart 2012          |  |
| Hoofdinspecteur Murray en rechercheur Bailey zijn samen onderweg naar Bristol om daar een rechercheteam te adviseren over een verkrachtings- en moordzaak. Deze zaak heeft veel overeenkomsten met een bekende zaak van dertienjaar geleden, in deze zaak hielp Murray mee om de verdachte Jeremy Leach te arresteren en te veroordelen. Toen werd Jeremy veroordeeld voor de moord op vier vrouwen, nu verklaart hij echter altijd onschuldig te zijn geweest. In de laatste moord zijn er precies dezelfde methodes gebruikt als Jeremy had gebruikt bij zijn moorden. Nu moeten de rechercheurs zien te ontdekken of Jeremy werkelijk onschuldig is voor de moorden, of dat er iemand anders zijn werkwijze heeft overgenomen. Ondertussen ontdekt rechercheur Bailey dat haar broer Dominic zichzelf aanbiedt als prostituee voor homoseksuele mannen, en dat hij dit doet in de woning van Bailey. Nadat zij over de schok heen is dwingt zij Dominic te beloven dat hij een hiv test op zichzelf laat uitvoeren. Hoofdinspecteur Murray krijgt bezoek van haar ex-man, hij smeekt haar om hem weer terug te nemen wat zij echter weigert. |            |                   |                 |                  | |                        |  |
| 10 | 4          | Sacred Trust      | Paul Walker     | Sally Wainwright | Andrew Readman - Rutterford Kayleigh Jade Mann - Louise Joe Duttine - Michael Nash                                              | 2 april 2012           |  |
| Wanneer het lichaam van de achtjarige Dylan Nichols, na vier dagen vermist te zijn geweest, in een vuilcontainer wordt gevonden gaat het rechercheteam op onderzoek uit. Tijdens hun onderzoek worden zij bijgestaan door een familievriend van het slachtoffer, hun ontzetting is groot als later blijkt dat deze familievriend de dader blijkt te zijn. Ondertussen gaat rechercheur Bailey naar haar brigadiersexamen, voordat zij deze af kan nemen krijgt zij bericht dat haar broer Dominic bij een auto-ongeluk is betrokken. Dominic wilde vieren dat hij geen hiv heeft en nam de auto van zijn zus mee en raakte betrokken in een ongeluk, dit terwijl hij hiervoor niet verzekerd was. Haar vriend Sean McCartney denkt dat zij samen een toekomst hebben, rechercheur Bailey blijft echter hierover twijfels houden. Rechercheur Scott heeft een relatie met haar collega Andy Roper, zij merkt al snel dat zij hierover twijfels heeft en is bang dat het te snel gaat. |            |                   |                 |                  | |                        |  |
| 11 | 5          | Graves            | Paul Walker     | Sally Wainwright | Vincent Regan - Dave Murray Kevin Doyle - Geoff Hastings Tom Lloyd-Roberts - dr. Martin Hines Mark Folan Deasy - Mike Longhurst | 9 april 2012           |  |
| Wanneer een eenentwintigjarige taxichauffeur op gruwelijke wijze wordt vermoord gaat het rechercheteam op onderzoek uit. De taxichauffeur was van buitenlandse afkomst en hun vermoeden gaat al snel uit naar een racistische moord. Zij ontdekken dat de chauffeur vlak voor zijn moord twee mannen heeft opgepikt bij een nabijgelegen café, zij vermoeden dat deze twee waarschijnlijk de daders zijn van de moord. Dankzij de mobiele telefoon van een van de passagiers komen zij achter zijn identiteit, het betreft Darren Walcott. Darren belde verschillende taxibedrijven totdat hij het slachtoffer uitkoos om hem op te laten halen, zo ontdekken de rechercheurs dat Darren het slachtoffer uitkoos omdat hij buitenlands was en hem dus wilde vermoorden uit racisme. Ondertussen gaat rechercheur Scott in gesprek met Geoff Hastings, zij ontdekt dat Geoff een dagboek bijhield van zijn moorden maar weigert de verblijfplaats van dit dagboek prijs te geven. Rechercheur Bailey denkt dan te weten waar hij deze verstopt kan hebben, in het graf van zijn moeder, daar aangekomen vinden zij het dagboek met belangrijke gegevens. Sean McCartney, de vriend van rechercheur Bailey, is ondertussen bezig met het plannen van hun huwelijk, dit zonder medeweten van zijn vriendin.         |            |                   |                 |                  | |                        |  |
| 12 | 6          | Mould             | Paul Walker     | Sally Wainwright | Julia Deakin - Scary Mary Jackson Perveen Hussain - Aisha Harrison Paul Warriner - Ricky Glendinning                            | 16 april 2012          |  |
| Wanneer het lichaam van Susan Bishop, een onderwijs assistente, wordt gevonden gaat het rechercheteam op onderzoek uit. Susan werd gevonden in een namaak politie uniform en met een gezicht vol met groene schimmel, hierdoor concluderen zij dat zij al een tijdje dood was. Dan horen zij echter van de medische onderzoekster dat Susan echter maar een paar dagen dood is. Na onderzoek komen de rechercheurs uit bij twee verdachten, haar ex-man en het hoofd van de school. Zij had een relatie met het schoolhoofd terwijl deze nog getrouwd was, en hiernaast zag zij haar ex-man ook nog regelmatig met wie zij ook nog seksueel contact had. Daarnaast had Susan last van psychische problemen en dook met meerdere mannen het bed in. Hoofdinspecteur Gill Murray denkt dat het schoolhoofd de hoofdverdachte is, maar aangezien er meerdere verdachten zijn krijgen zij nog een hele kluif om de dader te vinden. Ondertussen ontdekt rechercheur Bailey tot haar schok dat haar vriend Sean McCartney in het verleden getrouwd is geweest en een kind heeft uit dit huwelijk. Rechercheur Scott neemt hoofdinspecteur Gill Murray in vertrouwen over haar relatie met Andy Roper, dit nadat Andy uitgebarsten is tegen haar en zijn collega's.                                                    |            |                   |                 |                  | |                        |  |
| 13 | 7          | Sidelines         | Morag Fullarton | Amelia Bullmore  | Marsha Millar - Josephine Filbey David Smith - patholoog Myles Keogh - Micky Timpson Nina Toussaint-White - Chantelle Deen      | 23 april 2012          |  |
| Wanneer het lichaam van de achttienjarige Leon Foster wordt gevonden gaat het rechercheteam op onderzoek uit. Op het eerste gezicht denken de rechercheurs dat de moord gepleegd werd door een bende waar hij lid van was, maar als blijkt dat Leon voor zijn moord seksueel is misbruikt denken zij dat er meer speelde. Tijdens hun onderzoek ontdekken zij dat het slachtoffer betrokken was bij seksueel misbruik van een twaalfjarige jongen op een feestje, nu denken zij dat zij de dader moeten zoeken die hier boos over was. Op dit feestje werd een zestienjarig meisje gedwongen door Leon om jongere jongens oraal te bevredigen, dit meisje wordt nu de hoofdverdachte van de moord op Leon. Ondertussen wordt rechercheur Scott tijdens het onderzoek belast met minderwaardig werk door Andy Roper, dit omdat hij boos is omdat zij de relatie wil beëindigen, en dit loopt uit op een heftige discussie tussen hen. Rechercheur Bailey hoort van Sean McCartney dat hij de moeder van haar heeft gesproken en dat zij haar wil ontmoeten, zij heeft haar moeder al vanaf twaalfjarige leeftijd niet meer gezien. Rechercheur Bailey voelt zich nu voor het blok gezet door Sean, zij wil haar moeder niet meer zien maar gaat toch onder zijn druk overstag.                                    |            |                   |                 |                  | |                        |  |
| 14 | 8          | Divided Loyalties | Morag Fullarton | Sally Wainwright | Val Tagger - Margaret Selwyn Sandra Huggett - Catherine Selwyn Kathryn Hunt - Joanne Selwyn                                     | 30 april 2012          |  |
| Wanneer de ex-vriend van rechercheur Bailey Nick Savage zwaar wordt mishandeld wordt dit onderzoek geleid door superintendent Julie Dodson van een ander politiedistrict. De eerste verdenkingen gaan uit naar rechercheur Bailey, zij heeft in het verleden een relatie met Nick gehad wat niet goed eindigde. In de nacht dat Nick werd mishandeld was zij zo dronken dat zij niet meer kan herinneren wat zij heeft gedaan en is bang dat zij misschien wel schuldig is. Ondertussen doet het rechercheteam onderzoek naar de dood van mr. Selwyn, hij vond de dood na een val in bad. Zij gaan ervan uit dat hij gestorven is door een noodlottige val in bad, dan vertelt de dochter van hem dat haar moeder jaren geleden heeft vertelt dat als zij hem dood wilde dit in het bad zou uitvoeren door het te laten lijken op een val. Hierdoor besluiten de rechercheurs de dood van hem te behandelen als een moordzaak met de vrouw als hoofdverdachte. Rechercheur Scott ging ervan uit dat er vrede was tussen haar en Andy Roper, dan geeft hij aan haar verkeerde informatie waardoor hoofdinspecteur Gill Murray een belangrijke afspraak miste. Gill is hier zo boos over dat zij eist dat een van hen haar afdeling verlaat, na een lange en heftige discussie besluit Gill om Andy weg te sturen. |            |                   |                 |                  | |                        |  |